# Excirolana chamensis
Excirolana chamensis är en kräftdjursart som beskrevs av Brusca och F. Weinberg 1987. Excirolana chamensis ingår i släktet Excirolana och familjen Cirolanidae. Inga underarter finns listade i Catalogue of Life.